# Tina Turns the Country On!
Tina Turns the Country On! es el primer álbum de estudio de soul rock de la cantante suiza Tina Turner. Recibió elogios de la crítica. El disco tiene éxitos como I´m Moving On, Long Long Time, He Belongs To Me, If You Love Me y Don’t Talk Now.

## Lista de canciones
| N.º | Título                                    | Música | Duración |  |
| 1.  | «"Bayou Song"»                            |        | 3:27     |  |
| 2.  | «"Help Me Make It Through The Night"»     |        | 2:56     |  |
| 3.  | «"Tonight I´ll Be Staying Here With You"» |        | 3:02     |  |
| 4.  | «"If You Love Me"»                        |        | 3:04     |  |
| 5.  | «"He Belongs To Me"»                      |        | 3:59     |  |
| 6.  | «"Don´t Talk Now"»                        |        | 3:04     |  |
| 7.  | «"Long Long Time"»                        |        | 3:56     |  |
| 8.  | «"I´m Moving On"»                         |        | 2:42     |  |
| 9.  | «"There´ll Always Be Music"»              |        | 3:16     |  |
| 10. | «"The Love That Lights Your Way"»         |        | 3:20     |  |

Duración: 32:46

## Sencillos
1. I´m Moving On
2. Long Long Time
3. He Belongs To Me
4. If You Love Me
5. Don’t Talk Now